# Type 95
O Type 95 foi um tanque pesado de idealização japonesa do período entre-guerras, que somente um protótipo foi construído em 1934. Este tanque experimental possuía multiplas torres de tiro, tendo a principal uma arma de calibre 70 mm e a secundária calibre 37 mm, contando ainda com mais duas metralhadoras em outras torres estas com calibre 6.5 mm.

## Referência
- Wikipédia (em inglês)
- Site de educação que fala sobre tanques japoneses.